# Un giorno bellissimo (Massimo Ranieri)
Un giorno bellissimo è un album di Massimo Ranieri, pubblicato dall'etichetta discografica WEA nel 1989.
Il brano Dal buio fu reinterprato l'anno seguente da Marco Masini, che lo inserì nel suo album di debutto.

## Tracce
1. Un giorno bellissimo (Mario Persili)
2. Sti canzone (Giampiero Artegiani e Marcello Marrocchi)
3. Dal buio (Marco Masini e Giuseppe Dati)
4. Non posso bruciarmi (Giampiero Artegiani e Marcello Marrocchi)
5. Eccomi qui di nuovo (Giampiero Artegiani e Marcello Marrocchi)
6. Cattivi pensieri (Dodi Battaglia e Valerio Negrini)
7. Io lavoro di notte (Giampiero Artegiani e Marcello Marrocchi)
8. Annamaria (Giampiero Artegiani e Marcello Marrocchi)
9. La rosa (Bruno Zambrini e Giorgio Calabrese)
10. Un giorno bellissimo - reprise (Mario Persili)